# Circondario di Ansbach
Il circondario di Ansbach è uno dei circondari della Media Franconia (Baviera, Germania). Situato nel distretto governativo della Media Franconia, come superficie è il più grande circondario della Baviera. 
I circondari confinanti sono al nord il circondario di Neustadt an der Aisch-Bad Windsheim, ad est i circondari di Fürth e di Roth, a sud-est il circondario di Weißenburg-Gunzenhausen, a sud il circondario del Danubio-Ries e ad ovest i circondari di Schwäbisch Hall, di Ostalbkreis e di Main-Tauber-Kreis nel Baden-Württemberg. La città extracircondariale di Ansbach è interamente circondata dal circondario di Ansbach.

## Città e comuni
(Abitanti il 31 dicembre 2023)
| Comuni del circondario | Città 1. Dinkelsbühl, Große Kreisstadt, (12 272) 2. Feuchtwangen (12 875) 3. Heilsbronn (9 832) 4. Herrieden (8 325) 5. Leutershausen (5 689) 6. Merkendorf (3 083) 7. Ornbau (1 697) 8. Rothenburg ob der Tauber, Große Kreisstadt, (11 385) 9. Schillingsfürst (2 805) 10. Wassertrüdingen (6 427) 11. Windsbach (6 248) 12. Wolframs-Eschenbach (3 221) | Comuni 1. Adelshofen (939) 2. Arberg (2 212) 3. Aurach (3 166) 4. Bechhofen (6 275) 5. Bruckberg (1 295) 6. Buch a.Wald (1 034) 7. Burgoberbach (3 807) 8. Burk (1 092) 9. Colmberg (2 181) 10. Dentlein am Forst (2 376) 11. Diebach (1 189) 12. Dietenhofen (5 755) 13. Dombühl (2 023) 14. Dürrwangen (2 588) 15. Ehingen (1 940) 16. Flachslanden (2 434) 17. Gebsattel (1 764) 18. Gerolfingen (938) 19. Geslau (1 339) 20. Insingen (1 196) 21. Langfurth (2 016) 22. Lehrberg (3 131) 23. Lichtenau (3 867) 24. Mitteleschenbach (1 677) 25. Mönchsroth (1 674) 26. Neuendettelsau (8 282) 27. Neusitz (2 071) 28. Oberdachstetten (1 660) 29. Ohrenbach (585) 30. Petersaurach (5 051) 31. Röckingen (743) 32. Rügland (1 294) 33. Sachsen b.Ansbach (3 688) 34. Schnelldorf (3 670) 35. Schopfloch (2 983) 36. Steinsfeld (1 253) 37. Unterschwaningen (866) 38. Weidenbach (2 462) 39. Weihenzell (3 025) 40. Weiltingen (1 423) 41. Wettringen (996) 42. Wieseth (1 324) 43. Wilburgstetten (2 140) 44. Windelsbach (1 060) 45. Wittelshofen (1 259) 46. Wörnitz (1 915) |